# Гані Мотоко
Гані Мотоко (яп. 羽仁 もと子, 1873–1957) — перша японська журналістка.
Гані народилася в префектурі Аоморі в колишній самурайській сім'ї під ім'ям Мацуока Мотоко та охристилася як християнка в 1890 році. Вона здобула освіту в Токійській першій вищій жіночій школі, а потім у жіночій християнській школі Мейдзі. Після закінчення школи в 1892 році вона викладала в школах Хатінохе і Моріока. Її шлюб у 1895 році не склався, і вона переїхала до Токіо, працюючи покоївкою у жінки-лікаря. Вона приєдналася до «Хочі Шинбун» у 1897 році, спочатку працюючи редакторкою, а потім стала репортеркою. У 1901 році вона вийшла заміж за колегу по роботі Гані Йошікадзу. У 1908 році вони разом заснували новий журнал під назвою «Фуджин но Томо» («Друг жінок»). У 1930 році була створена асоціація читачів цього журналу, яка існувала до 1999 року. У 1921 році подружжя заснувало приватну школу для дівчат «Джію Гакуен». У 1928 році Мотоко написала автобіографію під назвою «Мовлячи про себе».

## Раннє життя

### Сім'я
Гані Мотоко народилася 8 вересня 1873 року в префектурі Аоморі, через рік після створення сучасної системи державних шкіл у Японії. «Намагаючись наздогнати Захід шляхом модернізації країни, уряд Мейдзі зробив освіту одним зі своїх головних пріоритетів. У 1872 році вперше в історії Японії державна початкова освіта стала обов'язковою. Наголос на освіті ще більше посилився під час наступного періоду Тайсьо (1912—1926), який зробив освіту жінок після початкової школи більш доступною, що стало загальною відповіддю на світову тенденцію до лібералізму та інтернаціоналізму в роки після Першої світової війни».
Вона народилася в заможній родині. Її виховував її дідусь Мацуока Тадатака, колишній самурай і її батько. Гані вважала інших жінок у своєму домі, бабусю і матір, наївними, бо вони були неписьменними. Гані була близька зі своїм батьком (який був адвокатом), але після розлучення батьків батько віддалився від неї. Відчуженість батька дуже глибоко турбувала її.
Вона відвідувала початкову школу в Хатінохе, префектура Аоморі. Вона була частиною нового покоління дівчат, яким було дозволено здобувати освіту за межами базової школи. Уряд Мейдзі (1868—1912) ідеалізував попередній конфуціанський ідеал суспільства, орієнтованого на чоловіків. Чоловіків навчали, щоб стати лідерами суспільства та власного господарства. Філософія уряду щодо жінок була виражена гаслом «хороша дружина, мудра мати», яке наголошувало на жінці як на берегині та слухняній дружині. Жіноча освіта була спрямована на «жіночість» і підготовку до шлюбу.

### Раннє шкільне навчання
Гані було важко ладнати зі своїми однокласниками, і вона не діяла належним чином згідно з моральними переконаннями. У дитинстві вона зараховувала себе до хлопців. У 1884 році вона отримала нагороду за успіхи в навчанні, представлену Міністерством освіти. Завдяки тісним стосункам Гані з дідусем він дозволив їй відвідувати Першу вищу школу для дівчат у Токіо (Kōtō Jogakkō). У той час жоден коледж Японії не приймав жінок.

### Вища освіта
Коли християнські школи почали відкривати свої двері для жінок, Гані змогла відвідувати школу для дівчат Мейдзі (Meiji Jogakkō). Християнські школи, на відміну від японської школи того часу, пропагували сучасність і покращення соціального статусу жінок, готуючи їх до лідерських ролей у суспільстві.
У школі для дівчаток Мейдзі (Meiji Jogakkō) Івамото Йосіхару, президент школи та редактор жіночого журналу «Дзьогаку Зассі», став її першим наставником. В інтерв'ю вона переконала його дати їй роботу редактора журналу. Журнал відкрив для неї багато дверей у журналістській кар'єрі.
У 1892 році вона вийшла з жіночої школи Мейдзі.

## Кар'єра

### Викладацька кар'єра
Перш ніж стати журналісткою, Гані була вчителькою. У той час більшість тих, хто працював найманою працею, працювали операторами текстильних фабрик або домашньою прислугою. Лише 5,9 % вчительства у Японії були жінками. Для жінки вчителька була найпрестижнішою і найприбутковішою кар'єрою.

### Журналістська кар'єра
Перший великий прорив Гані стався невдовзі після того, як вона приєдналася до газетної колонки «Хочі Шинбун» під назвою «Фуджин но сугао» («Портрети відомих жінок»), що містила портрети відомих заміжніх жінок Японії. Гані взяла на себе ініціативу написати цю історію, хоча їй не було доручено це зробити. Вона взяла інтерв'ю у дружини віконта Тані Кандзьо, леді Тані, і її стаття мала миттєвий успіх. Отримавши позитивні відгуки від читачів, Мікі Дзенпачі, президент газети, підвищив її до посади репортерки. У 1897 році у віці 24 років Гані стала першою жінкою-журналісткою в Японії. Її репутація як репортерки швидко зросла, оскільки вона висвітлювала соціальні теми, які часто ігнорувалися, як-от догляд за дітьми та сиротинці.
Як журналістка у 1920-х роках Гані виступала посередницею між двома поляризаційними ідеями: одна з них полягала в тому, що жінки є рівними з чоловіками в усіх відношеннях. Інша думка полягала в тому, що жінки є нижчими за чоловіків. Вона стверджувала, що жінки рівні з чоловіками в домашній сфері. Гані популяризувала переваги «домашньої дружини» у західному стилі. Вона співпрацювала з бюрократами, спонсоруючи виставки з покращення повсякденного життя, а також читала лекції. Її творчість підкреслювала християнські ідеали, незалежність, почуття власної гідності та особисту свободу.
Гані була однією з кількох видатних жінок-лідерок, таких як Ічікава Фусае, доктор Йошіока та Такеучі Сіґейо, які співпрацювали з урядом Мейдзі, щоб покращити життя жінок у своїй країні. Як і багато інших активісток, Гані використала війну з Китаєм у 1937 році як можливість покращити становище японських жінок у державі. Вона використовувала західний світ як систему координат. «Послідовниці Гані Мотоко на чолі з її донькою Сетсуко також активно допомагали уряду воєнного часу, закликаючи жінок до економії та „раціоналізації“ свого повсякденного життя».

## Особисте життя

### Перший шлюб
Гані вийшла заміж у 1892 році, але шлюб був недовгим. За її автобіографією, вона вийшла заміж, щоб врятувати коханого чоловіка від способу життя, який вона вважала вульгарним; вона вийшла заміж, щоб змінити його, але це не спрацювало. Вона тримала своє розлучення в таємниці від сім'ї; після розпаду шлюбу її батьків, її власне розлучення було другою найболючішою емоційною кризою в її житті: «Я завжди побоювалася, що цей болісний епізод мого життя, якого я соромлюся навіть сьогодні, може поставити під загрозу ефективність моєї державної служби. Однак я ні на мить не шкодую про своє рішення звільнитися від рабської влади емоцій, бо моє життя було позбавлене сенсу егоїстичною і профанічною любов'ю до іншої людини».

### Другий шлюб
У 1901 році вона вийшла заміж за колегу по роботі Гані Йошікадзу. У 1908 році вони разом заснували новий журнал під назвою «Фуджин но Томо» («Друг жінок»). У 1930 році було створено товариство читачів цього журналу, яке існувало до 1999 року. У 1921 році подружжя заснувало приватну школу для дівчат «Джію Гакуен».
У 1928 році вона написала автобіографію під назвою «Мовлячи про себе».